# Grau (temperatura)
Esta página trata do "grau" como unidade de temperatura. Para outros usos, veja Grau.
O grau é uma medida de temperatura em várias escalas de medidas, normalmente indicado pelo símbolo ° seguido da letra inicial da respectiva escala, por exemplo, °C para grau(s) Celsius. As diferentes escalas de temperatura são:
- A escala Celsius (°C)
- A escala Delisle (°De)
- A escala Fahrenheit (°F)
- A escala Newton (°N)
- A escala Rankine (°R or °Ra)
- A escala Réaumur (°R)
- A escala Rømer (°Rø)
- O Grau Kelvin (K)

Grau Kelvin (K) era o nome da unidade de temperatura no Sistema Internacional de Unidades até 1967, quando passou a ser simplesmente kelvin, com o símbolo K.